# 李·艾科卡

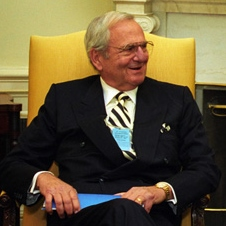
李·艾科卡（攝於1993年）

里度·安東尼·艾科卡（英語：Lido Anthony Iacocca，1924年10月15日—2019年7月2日），暱稱李·艾科卡（Lee Iacocca），意大利裔美籍企業家。先后任福特汽车公司總經理和克萊斯勒汽车公司總裁、福特经典跑车「福特野馬」（Ford Mustang）的開發負責人。担任克萊斯勒總裁期间进行成功将公司扭亏为盈，获得「美國產業界英雄」的稱號。近年來，亦開始常用「艾科卡」來比喻成「將公司經營轉虧為盈的企業家」。

## 生平

### 求學時期
1924年10月15日，出生在賓夕法尼亞州富裕的義大利移民家庭。1930年，受到經濟大蕭條的影響，使家庭經濟變得拮据，隨後情況才好轉。後來，前往屬美東名門大學的理海大學學習機械工程和管理工程，第二次世界大戰的徵召卻因體檢不合格而留在大學唸書。最後，取得普林斯頓大學碩士學位。

### 福特時期

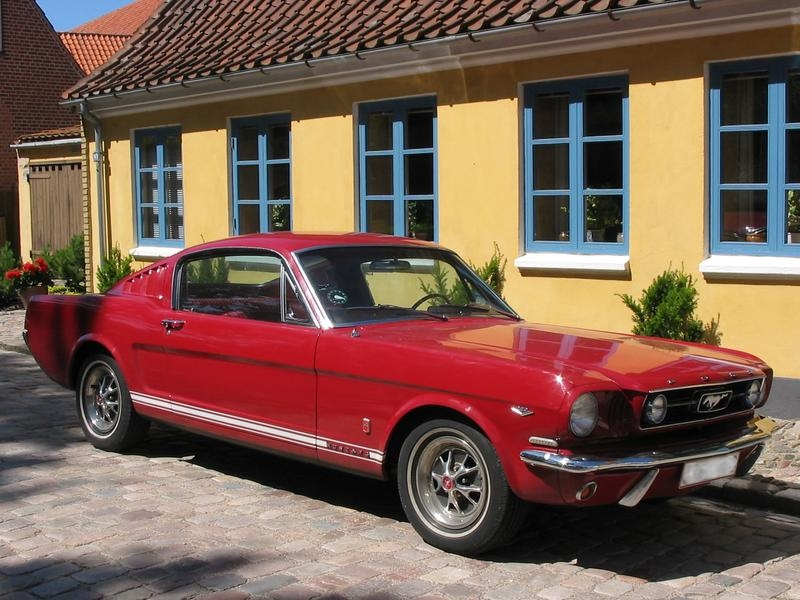
Ford Mustang（福特野馬）

1946年8月，進入當時世界第二大的汽車公司「福特汽車」工作。起初他在机械部门工作，后迅速转到行销部门。在宾夕法尼亚地区任销售经理助理时，他推出“56买56”销售策略，即购买1956年款汽车的人可得到贷款，只需要付20%的首付，其餘三年則月付56美金，该销售策略大获成功，后来推行於全美。亚克卡也因此高升，歷任美東的地區銷售經理和商用車銷售部門長。1960年11月，升任到公司的總經理兼副總裁。當時，公司的總裁，即為之後約翰·F·甘迺迪的國防部長羅伯特·麥克納馬拉的領導下，以精明幹練的態度發揮才能。往後，針對第二次世界大戰以後出生的世代，專門開發起中型雙門的運動車輛，即「福特獵鷹」（Ford Falcon），后负责研发「福特野馬」。1964年4月，「福特野馬」開始發售，那輕快的設計和細緻的市場營運，使得「福特野馬」極為暢銷，名留美國汽車銷售史。
1965年1月，任職福特「水星」和「林肯」兩大高級車輛品牌部門的副總裁。當時，他讓低迷的「水星」和「林肯」高級車輛品牌部門，重建成功。1970年12月，升任公司總裁。
但是，當時與公司創始者亨利·福特的孫子亨利·福特二世對於进军小型車輛市場和歐洲市場的銷售戰略與經營方針產生對立。亨利·福特二世不贊成為美國市場、但是贊成為歐洲市場開發小型車款。這就是後來在1976年7月問世的「福特嘉年華」（Ford Fiesta），第一款小型前輪驅動的掀背車款。後來，儘管「福特嘉年華」取得極大的成功，但這件事情最終也埋下了禍根。同时，福特也担心艾科卡会将公司从他的家族夺走。往後，雙方對立的情況越演越烈，終至不可修復的地步。1978年10月15日，雖然有連續2年之內在公司歷史上達成最高的銷售額，艾科卡仍為福特公司所解僱。

#### 油箱设计缺陷丑闻
1977年，有人起诉福特平托汽车的油箱有设计缺陷，导致事故中有人员死伤。福特公司的文件显示福特明知这一缺陷，如果重新设计和制造，每辆车要花费11美元，福特運用统计学的分析后认为改进设计的花费比赔偿事故受害者的钱多，因此保留了该缺陷，而艾科卡正是决策人。这种对人命估价的行为被披露后，引起社会愤慨，法庭大幅提高了对受害者的赔偿金额，并处于巨额罚款。最终福特公司对该型车进行了召回处理。

### 克萊斯勒時期

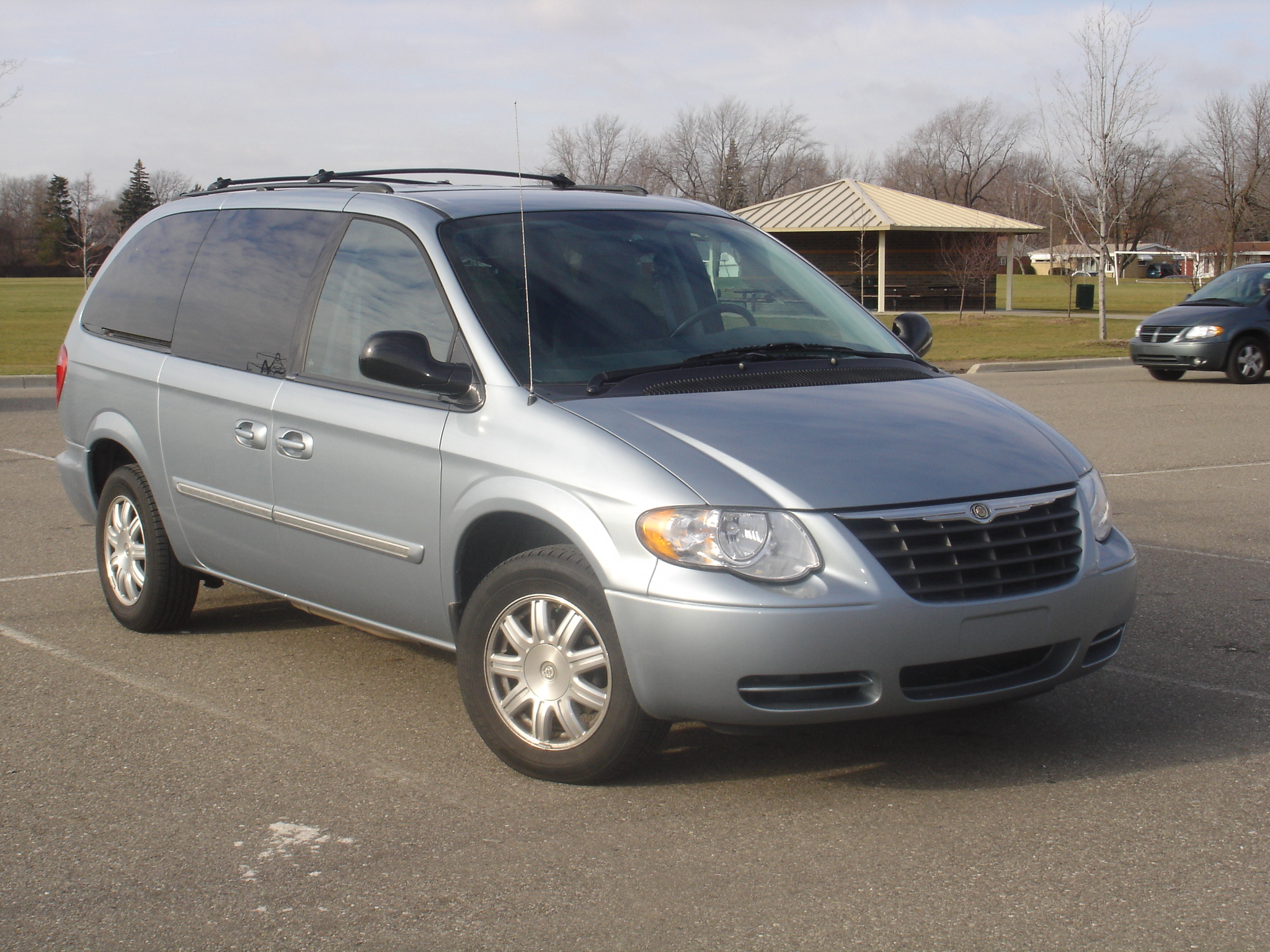
Chrysler Town and Country

1978年11月，遭逢日本車輛的銷售競爭和石油危機的衝擊之下，引起「克萊斯勒」嚴重陷入的經營危機。不久後，他便與「克萊斯勒」的總裁約翰·裏卡多（Johann J Riccardo）會面，地點選在底特律的龐德酒店（Pontchartrain Hotel），採取精心設計進行秘密會晤，兩個人在不同的時間分別從側門進入酒店。但是，從實際上來說，兩個人都很清楚，此次決定性的會晤是勢在必行的。
1979年9月，接受「約翰·J·吉亞康尼」總裁的邀請下，就職於「克萊斯勒」總裁。正式任職後，隨即進行公司的內部改革工作。1979年－1982年間，將原來35位副總裁解雇了33个，并由从前雇主福特公司那里招徕了许多人才。另一方面卖掉了欧洲分部，積極打開與公司工會共同努力的道路；宣布在公司未獲利之前，只領取象徵性的1美金年薪。同時，進行開發前輪驅動（FF）的小型車輛和進行車輛品牌的行銷。
1981年起，看準第二次世界大戰後的嬰兒潮，決意進行起「休旅車型」（Minivan）的車輛研發工作。1983年，首次發售「休旅車型」的車輛。這深思熟慮的決策，使公司的營運赤字完全抵消，成功解救瀕臨破產的「克萊斯勒」，保障了數十萬人美國員工的生計。自此，他被尊稱為『美國產業界英雄』。1985年，開啟和日本的「三菱汽車」合作，開始在伊利諾州設立鑽石星汽車（Diamond-Star Motors；DSM）共同生產車輛。1987年，收購美國汽車公司和行銷車輛品牌吉普汽車，提高公司整體收益。1982年5月，接受當時的美國總統隆納·威爾森·雷根邀請，擔任紐約市自由女神像修復基金委員會的主席。1992年，正式自「克萊斯勒」退休。

#### 1979克莱斯勒抒困貸款担保
1979年，艾科卡親自向美國政府協調抒困貸款事宜，该行为被认为是政府干预市场，一度引發争议。但艾科卡援引美国政府救助铁路业和航空业的例子，分析與強調公司存在的重要性，如提供國內相關產業的60萬個工作機會，節省27億美金失業及福利給付，並維繫汽車工業良性競爭，因而成功貸款。同年12月，美國國會通過克萊斯勒公司貸款擔保法令，提供15億美元的貸款擔保，克莱斯勒也因此渡過難關。有些報導指出政府贷款给克莱斯勒，其实并非如此，是银行提供了贷款，政府僅提供了贷款担保。

#### 1995重返克莱斯勒
1995年美國商人Kirk Kerkorian企圖敵意收購克萊斯勒，並找來李·艾科卡重返。但持續了一年，因收購失敗，李·艾科卡又再離開克萊斯勒。

### 退休時期
現在，擔任逝世前妻的心臟病克服的基金會代表及經營製作電動自行車的公司。另一方面，也參與「受飢兒滋養計劃」（Nourish The Children；NTC）。

## 正反評價

### 正面評價
振興美國汽車製造的相關產業，提供60萬個工作機會，節省27億美金失業及福利給付，並維繫汽車工業良性競爭。他從克萊斯勒退休前將公司交棒給Eaton、Robert Lutz兩位優秀汽車業主管，讓克萊斯勒成為美國最有效率的車廠。

### 負面評價
1987年，只因個人喜好Lamborghini Countach這臺車輛，進一步以2500萬美金買下義大利車廠藍寶堅尼（Automobili Lamborghini S.p.A.）公司。另外，他偏好於獨裁、武斷的經營風格，以及長期掌權的弊病，也引起公司內部人員的相關反彈。
在平托汽车油箱设计缺陷中为人命估价，也为他引来不少争议。
在90年代與時任美國總統老布希一同前往日本為汽車貿易一事會談，但後來整組人馬說出了許多令人費解又飽受爭議的言語，當時艾科卡在會議上發言：「日本講一堆汽車等輸入美國，而美國則將大賣的輸出至日本，簡直將我國做為日本的殖民地似的。」。此話一出，時任日本汽車製造委員會會長，也是時任日產汽車總裁久米豐大為光火，直接揚言永不接見美國三大汽車公司之總裁，此事發生不久艾科卡也因而解職。

## 名言
- 即使遭逢逆境，仍該奮勇向前；縱然世界分崩離析，也要永不氣餒。
- 成功的關鍵不在資訊，在於人。我物色的高階管理人，必須是有幹勁的人。這種人不會以盡到本分為滿足，他們永遠想要做得更多，而且會向合作的夥伴伸出援手，幫對方把工作做得更好。
- 即使遭逢困境，仍該奮勇向前；即使世界分崩離析，也不要氣餒。天下沒有白吃的午餐，辛勤工作終必有心得。是這些信仰造就了偉大。
- 我從來不錄用被公司主管評為『此人不善於與人溝通』的人。
- 如果用一段話語來總結好管理者的條件，我會說是做決策的能力。

## 著作
- 反敗為勝：汽車巨人艾科卡自傳（Iacocca:An_Autobiography）：1991年，李·艾科卡，天下文化，ISBN 9576211956，EAN 9789576211959

## 備註
1. ↑  為紀念福特公司成立100週年，福特家族曾授權道格拉斯·布林克利（Douglas Brinkley）編寫了一本名為《世界的車輪》（Wheels of the World）的發展史，書中寫道：『他（李·艾科卡）越是急於求成，福特就越保守，亨利·福特二世不願意將自己的信任和公司的錢投入到一個虛無縹緲的傳奇車型上。對亨利·福特二世來說，自後輪驅動改為前輪驅動就像是賭博，推出一款全新的前輪驅動車輛也是一樣。公司在等待的時候，亨利·福特二世和艾科卡彼此都互不相讓。實際上，他們正在漸行漸遠。』
2. ↑  創新與工程的先驅　克萊斯勒CHRYSLER （页面存档备份，存于），《汽車線上》
3. ↑  NTC 受飢兒滋養計劃 （页面存档备份，存于），《如新中文網》

## 外部連結
- 福特汽車（Ford Motor Company）
- 戴姆勒·克萊斯勒（DaimlerChrysler Corporation） （页面存档备份，存于）